# Branchiosyllis maculata
Branchiosyllis maculata är en ringmaskart som först beskrevs av Imajima 1966.  Branchiosyllis maculata ingår i släktet Branchiosyllis och familjen Syllidae. Inga underarter finns listade i Catalogue of Life.